# Marco Minnemann

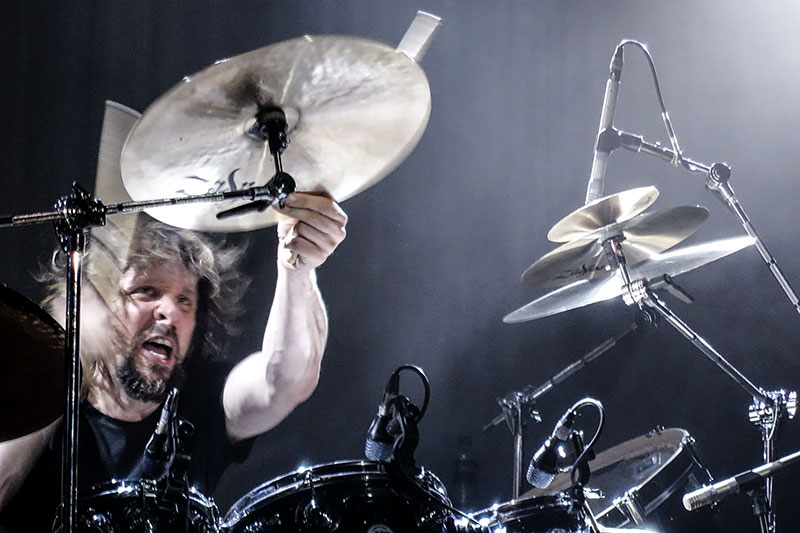
Marco Minnemann (Aarhus, 2016)

Marco Minnemann (* 24. Dezember 1970 in Hannover) ist ein deutscher Schlagzeuger.

## Leben
Minnemann kam mit 19 Jahren nach München, wo er 1992 Schlagzeuger der Crossover-Band Freaky Fukin Weirdoz wurde. Nebenbei gründete er mit der Sängerin Artemis Gounaki das Progressive-Rock-Projekt Illegal Aliens. 1997 wechselte er zu den H-Blockx, bei denen er bis 1999 blieb. In den folgenden Jahren arbeitete er unter anderem mit Paul Gilbert, Udo Lindenberg, Paddy Kelly, Terry Bozzio, Chad Wackerman, Wolfgang Schmid, Kreator, Mike Keneally und Nena zusammen.
Als einer von sieben Schlagzeugern wurde er im Oktober 2010 von der Band Dream Theater zum Vorspielen geladen, um einen Nachfolger für Mike Portnoy zu finden, der die Band im September 2010 verlassen hatte. Auf der Bonus-DVD der 2011 veröffentlichten A Dramatic Turn of Events ist der Film über die Proben und das Vorspielen enthalten.
Seit 2011 ist er  im Fusion-Trio Aristocrats aktiv. Außerdem spielte er 2012 auf der Welttour von Steven Wilson mit dessen Soloalbum Grace for Drowning am Schlagzeug. 2013 spielte er bei den Aufnahmen des dritten Solo-Albums von Steven Wilson The Raven That Refused to Sing (And Other Stories) und der darauf folgenden Tour. Im Anschluss spielte er mit Joe Satriani auf dessen Tour. 2013 erschien Levin Minnemann Rudess mit Tony Levin und Jordan Rudess.
Seit Januar 2016 ist er auch Schlagzeuger von „The Mute Gods“, einem Projekt von Nick Beggs, der als Sänger/Bassist der Band Kajagoogoo bekannt wurde und ebenfalls in Steven Wilsons Band spielt.
Seit 2017 ist er Schlagzeuger bei der Progressive Rock Supergroup The Sea Within mit den Mitgliedern Roine Stolt, Daniel Gildenlöw, Jonas Reingold und Tom Brislin (Camel)
Er veröffentlichte mehrere Lehr-DVDs und -Bücher.

## Diskografie
- Thickness Illegal Aliens – 1996
- Red Alibis Illegal Aliens – 1997
- The Green Mindbomb Minnemann – 1998
- Fly Eyes H-Blockx – 1998
- Time – Illegal Aliens – 1998
- Comfortably Homeless Minnemann – 1999/2000
- International Telephone Illegal Aliens – 2000
- Heal Yourself New Rock Conference – 2000
- Motor Minnemann/Brinkmann – 2002
- Orchids Minnemann – 2002
- Broken Orange Minnemann – 2002
- Nena feat. Nena - 2002
- Normalizer Minnemann/Mario Brinkmann – 2003
- Mieze Minnemann – 2004
- Space Ship One Paul Gilbert/Minnemann – 2005
- Swine Songs - best of – 2006
- Contraire De La Chanson Minnemann – 2006
- Disarmed Brinkmann, Minnemann, Trentini – 2007
- Housewifedogandtwokids Minnemann – 2007
- The Insight Eye Illogicist (mit Marco Minnemann) – 2007
- Normalizer2 Minnemann/Mario Brinkmann – 2007/2008
- A Mouth Of God Minnemann – 2008
- Catspoon Minnemann – 2009
- Burning Organ Paul Gilbert/Minnemann – 2010
- Evidence Of Humanity Mike Keneally / Marco Minnemann – 2010
- 24 Tales Alex Machacek / Marco Minnemann – 2010
- Scambot 2 Mike Keneally/Minnemann – 2010
- The Aristocrats – 2011
- s.m. Shiloh-Sheray/Minnemann (mit Paul Gilbert) – 2011
- Symbolic Fox Minnemann – 2012
- Boing, We’ll Do It Live! The Aristocrats – 2012
- The Raven That Refused To Sing (And Other Stories) Steven Wilson – 2013
- Culture Clash The Aristocrats – 2013
- Timestamps Hans Platz - 2013
- Levin/Minnemann/Rudess - 2013
- Synecron Nathan Frost/Minnemann - 2013
- Hemmed By Light, Shaped By Darkness Ephel Duath/Marco Minnemann - 2013
- EEPS Minnemann - 2014
- Culture Clash Live The Aristocrats - 2014/2015
- Hand. Cannot. Erase. Steven Wilson - 2015
- Secret Show: Live In Osaka The Aristocrats - 2015
- Tres Caballeros The Aristocrats - 2015
- Celebration Minnemann - 2015
- Shockwave Supernova Joe Satriani/Minnemann - 2015
- [4½] Steven Wilson - 2016
- Above The Roses -2016
- The Psychic Planetarium Pitts/Minnemann Project - 2016
- Do Nothing Till You Hear From Me The Mute Gods (mit Minnemann) - 2016
- Schattenspiel Minnemann – 2016
- EvoRevolution Rigoni/Minnemann - 2018
- My Sister Minnemann - 2019
- Somewhere in This Universe, Somebody Hits a Drum Ron/Minnemann - 2019
- McStine/Minnemann "I" - 2020
- McStine/Minnemann "II" - 2020
- McStine/Minnemann "Any Kind of Light" - 2021
- Seafoam Lewis/Minnemann - 2021

## Videoalben
- Marco Minnemann: Live in L.A. – Juni 2001
- Extreme Drumming 2003
- The Marco Show 2006